# Yamaha YZF-R9
Die Yamaha YZF-R9 ist ein neues (Stand 10. Oktober 2024) Motorrad bzw. ein Supersportler des japanischen Fahrzeugherstellers Yamaha für das Modelljahr 2025.